# Præsidentvalget i Kasakhstan 2015
Præsidentvalget i Kasakhstan 2015 blev afholdt i Kasakhstan den 26. april 2015, oprindeligt var valget sat til afholdelse i 2016.

## Baggrund
Den 14. februar 2015 stemte Folkeforsamlingen enstemmigt for et forslag om at flytte præsidentvalg frem fra 2016 til 2015. Angiveligt skulle motivationen være at et tidligere valg vil bidrage til landets udvikling; en anden var, at det er en ulempe at holde både præsident- og parlamentsvalg det samme år. Den 18. februar valgte Mazhilis enstemmigt at bedt præsident Nursultan Naserbajev flytte valget. Den 19. februar, fulgte Folkeforsamlingen efter. I den første afstemning, der var én stemme imod forslaget. Da senatorerne blev bedt om at stemme igen, var den anden afstemning enstemmig. Den første afstemning blev officielt forklaret som en teknisk fejl.
Den 25. februar 2015 underskrev Naserbajev et dekret som fastsatte præsidentvalget til den 26. april.

## Kandidater
- Nursultan Nazarbayev – siddende præsident, leder af Nur Otan
- Turgun Syzdykov – Kasakhstans Kommunistiske Folkepartis kandidat
- Abelgazi Kusainov – Uafhængig kandidat, siddende formand for Kasakhstans Federation af fagforeninger

## Resultater
| Kandidat                                             | Parti                                | Stemmer   | %     |
| ---------------------------------------------------- | ------------------------------------ | --------- | ----- |
| Nursultan Nazarbayev                                 | Nur Otan                             | 8.833.250 | 97,75 |
| Turgun Syzdykov                                      | Kasakhstans Kommunistiske Folkeparti | 145.756   | 1,61  |
| Abelgazi Kusainov                                    | Uafhængig                            | 57.718    | 0,64  |
| Ugyldige/blanke stemmer                              | Ugyldige/blanke stemmer              | 54.196    | –     |
| Total                                                | Total                                | 9,090,920 | 100   |
| Registrerede stemmer/deltagelse                      | Registrerede stemmer/deltagelse      | 9.547.864 | 95,21 |
| Kilde: CEC Arkiveret 3. maj 2015 hos Wayback Machine |                                      |           |       |